# Colliergate Beck
Der Colliergate Beck ist ein Wasserlauf in Cumbria, England.
Der Colliergate Beck entsteht am östlichen Ortsrand von Rowrah. Er fließt in nördlicher Richtung, bis er mit dem Scallow Beck den River Marron bildet.